# Åsa Mossberg
Åsa Ingegerd Elisabeth Mossberg (* 10. Dezember 1968 in Göteborg, Schweden) ist eine schwedische Filmeditorin.

## Leben
Obwohl Åsa Mossberg bereits seit 1994 mit dem Drama I natt går Jorden under als eigenverantwortliche Editorin arbeitete, beendete sie erst 1997 ihr Filmstudium an der Den Danske Filmskole. Dort lernte sie während des Studiums die spätere dänische Regisseurin Pernille Fischer Christensen kennen, für die sie bei mehreren Projekten, darunter Habibti min elskede, En Soap und Der Tanz den Schnitt übernahm.
Weil es beim schwedischen Filmpreis Guldbagge keine eigene Kategorie für Editoren gibt, werden diese Arbeiten mit dem Preis für besondere Leistungen ausgezeichnet. So gewann Mossberg 2011 diesen Preis für ihre „Empfindlichkeit und analytische Schärfe“ beim Schnitt von Bessere Zeiten.
Heute lebt sie in Kopenhagen und ist als Gründerin ihrer eigenen Firma Totalfilm selbstständig.

## Filmografie (Auswahl)
- 1994: I natt går Jorden under
- 1997: Invidia
- 1998: Veranda för en tenor
- 2001: Anja und Viktor (Anja & Viktor)
- 2002: Campingvognen
- 2002: Habibti min elskede
- 2003: Bagland
- 2004: Dag och natt
- 2004: Familien Gregersen
- 2005: Percy, Buffalo Bill och jag
- 2006: En Soap
- 2007: Ekelöfs blick – En nordisk diktarresa
- 2007: Wen man liebt (Den man älskar)
- 2008: Der Tanz (Dansen)
- 2009: Antichrist
- 2010: Bessere Zeiten (Svinalängorna)
- 2011: Jag är min egen Dolly Parton
- 2012: Finnisches Blut, schwedisches Herz (Laulu koti-ikävästä)
- 2018: Astrid (Unga Astrid)
- 2020: Tiger (Tigers)
- 2021: As in Heaven (Du som er i himlen)
- 2022: Döttrar
- 2023: Brødrene i skogen
- 2024: Afterwar
- 2024: Om song

## Auszeichnungen
Robert Preis
- 2004: Bester Schnitt – Bagland (nominiert)
- 2007: Bester Schnitt – En Soap

Guldbagge-Preis
- 2011: Preis für besondere Leistungen – Bessere Zeiten

Internationales Dokumentarfilmfestival München 2022
- DOK.edit Award für Döttrar (zusammen mit Line Schou)